# Stadsbranden i Luleå, 1887

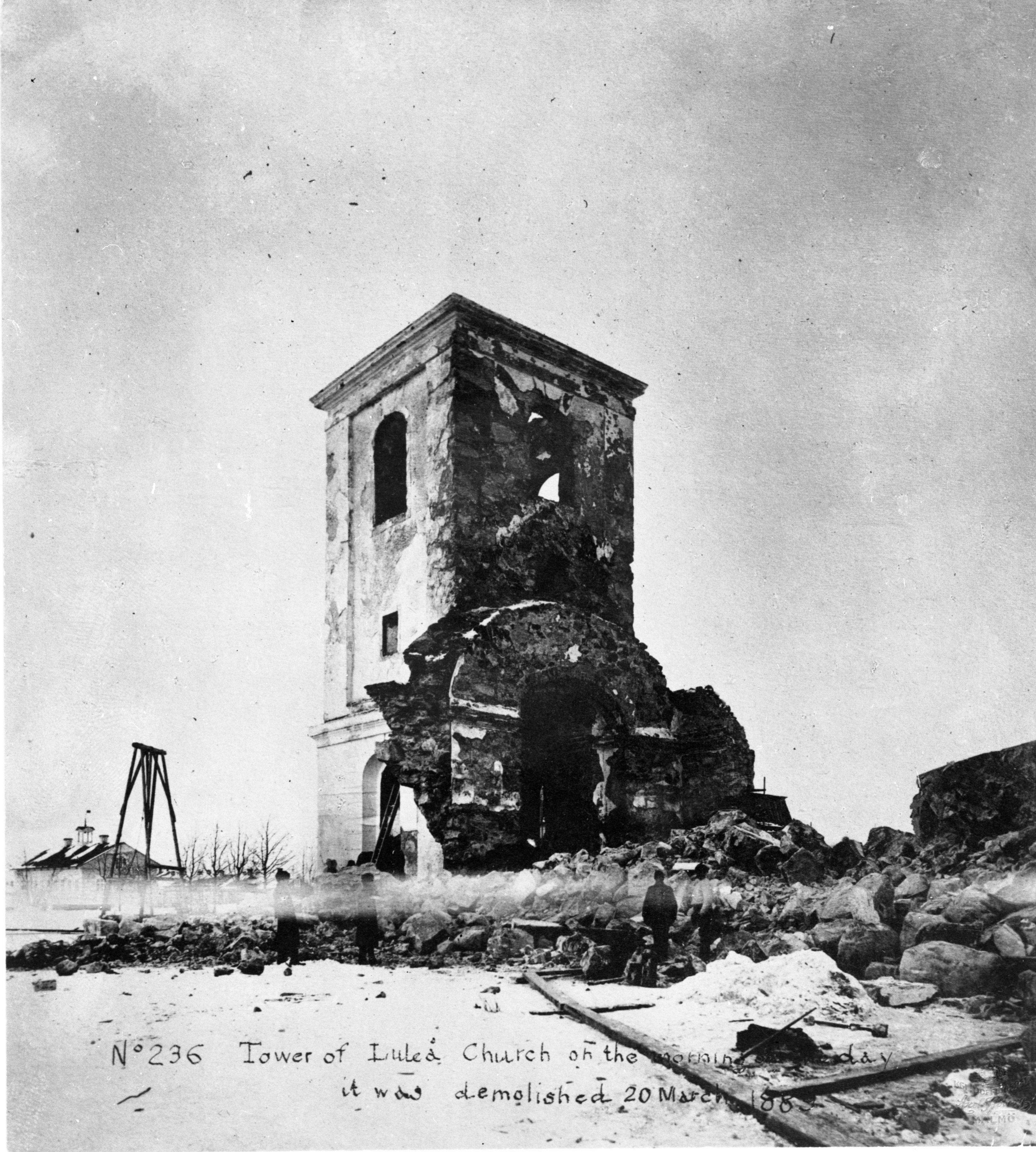
Rivningen av Gustafskyrkan den 20 mars 1889, efter att den brann ned under stadsbranden 1887.

Stadsbranden i Luleå inträffade den 10–11 juni 1887, då en tredjedel av Luleå gick upp i rök under 5–6 timmar. Totalt brann 18 kvarter och 75 gårdar ned, men inga människor omkom.
Förmodligen började branden i bagarstugan hos skeppsredare Johan Wilhelm Tegström, far till fotografen Henny Tegström. Glöd som rakats ur elden hade legat och pyrt i timmar innan elden tog fart vid midnatt. Branden fick ett snabbt förlopp och efter bara femton minuter var kvarteret övertänt. Mycket av den gamla trästaden brann upp, inklusive Gustafskyrkans tak, vars torn också hade störtat in, medan kyrkans murar stod kvar.
Ett resultat av branden blev den nya stad som sedan byggdes upp, med breda gator, symmetriska kvarter och flera stora stenhus, utifrån en ny stadsplan. Stadens nya domkyrkan i nygotisk stil invigdes den 3 december 1893.